# 전북특별자치도교육청익산학생교육문화관
전북특별자치도교육청익산학생교육문화관은 전북특별자치도 익산시 마동 소재의 도서관이다.

## 연혁
- 1996년 12월 3일 마한학생종합회관 본관 착공
- 1999년 12월 29일 마한학생종합회관 본관 준공
- 2000년 1월 1일 마한학생종합회관 개관(전라북도익산교육청 소속기관)
- 2001년 12월 29일 마한학생종합회관 체육관 준공
- 2003년 1월 11일 전라북도교육청직속기관으로 조례 개정
- 2004년 11월 9일 익산공공도서관을 마한학생종합회관 익산분관으로 조례 개정
- 2007년 1월 1일 마한교육문화회관으로 조례 개정
- 2011년 9월 1일 마한교육문화회관 익산분관을 함열분관으로 명칭 변경